# Samia canningii
Samia canningii är en fjärilsart som beskrevs av Frederick Wollaston Hutton 1860. Samia canningii ingår i släktet Samia och familjen påfågelsspinnare. Inga underarter finns listade.